# Зарудний Іван Петрович
Іван Петрович Зарудний (1670, Київ — 1727, Санкт-Петербург) — український архітектор, скульптор, іконописець, різьбяр, представник українського бароко.

## Життєпис
Походив із заможної козацької родини Зарудних. Народився в Києві. У 1680-х роках навчався в Києво-Могилянській академії. Після цього студіював в Італії, вивчав європейське декоративне мистецтво. По поверненню поступив на службу до канцелярії гетьмана Івана Мазепи.
Григорій Логвин припускав, що Зарудний був автором проєкту Богоявленського собору Києво-Братського монастиря через стилістичні відмінності споруди від інших творів архітектора з Московії Йосифа Старцева.
На прохання Петра I гетьман Іван Мазепа в 1690 році направив Зарудного до Москви, де той у 1696 році побудував Дерев'яну арку на честь здобуття Азова. З цього моменту його не відпускають на тривалий термін до України. За протекцію Стефана Яворського в 1701 році іменним наказом Івана Зарудного приймають на царську службу. Спочатку Зарудний працював у Москві, згодом у Санкт-Петербурзі, інколи відвідував Київ. Привніс до архітектури Російської імперії багато елементів українського бароко.
За проєктом Зарудного у 1706 році побудовано Московський шпиталь. У 1701—1707 році у Москві будує церкву Архістратига Гавриїла (так звана «Меншикова вежа»). Зарудним побудовано низку урочистих арок на честь перемог Московії, присвячені Полтавській битві в 1709 році, укладанню Ніштадтського миру в 1721 році.
Протягом тривалого часу виконував численні замовлення від державних установ, церков і монастирів. Це церква Петра та Павла на Новобасманній вулиці у 1719 році, Синодальні брами Каазанського собору у 1721 році, Спаський собор Заіконоспаського монастиря, церква Тихвінської ікони Божої Матері Донського монастиря, церква Івана Воїна в 1709—1713 роках, перебудова Палати Аверкія Кирилова, зведення патріарших палат та церква Дванадцяти апостолів у 1721—1724 роках, ремонт Грановитої палати у Кремлі. За проєктом Зарудного в 1722 році спорудили будівлю Синоду.
У 1707 році очолив ізографічну палату при Сенаті, тобто став головою усіх архітекторів та художників Московії. Згодом головував у відділенні Зброярської палати, де займався проєктуванням і виготовленням іконостасів. Розробив 7 проєктів іконостасів, які потім стали основою для всіх інших у Російській імперії протягом століття. Сьогодні збереглися іконостаси роботи Зарудного в Ісаакіївському та Петропавлівському соборах м. Санкт-Петербурга в 1722—1727 роках, Преображенському соборі в Таллінні (нині Шведська церква святого Михаїла) у 1719 році. До того ж виконав креслення для дерев'яного шпилю Петропавлівського собору.
Помер Іван Зарудний у 1727 році в Санкт-Петербурзі.

## Твори

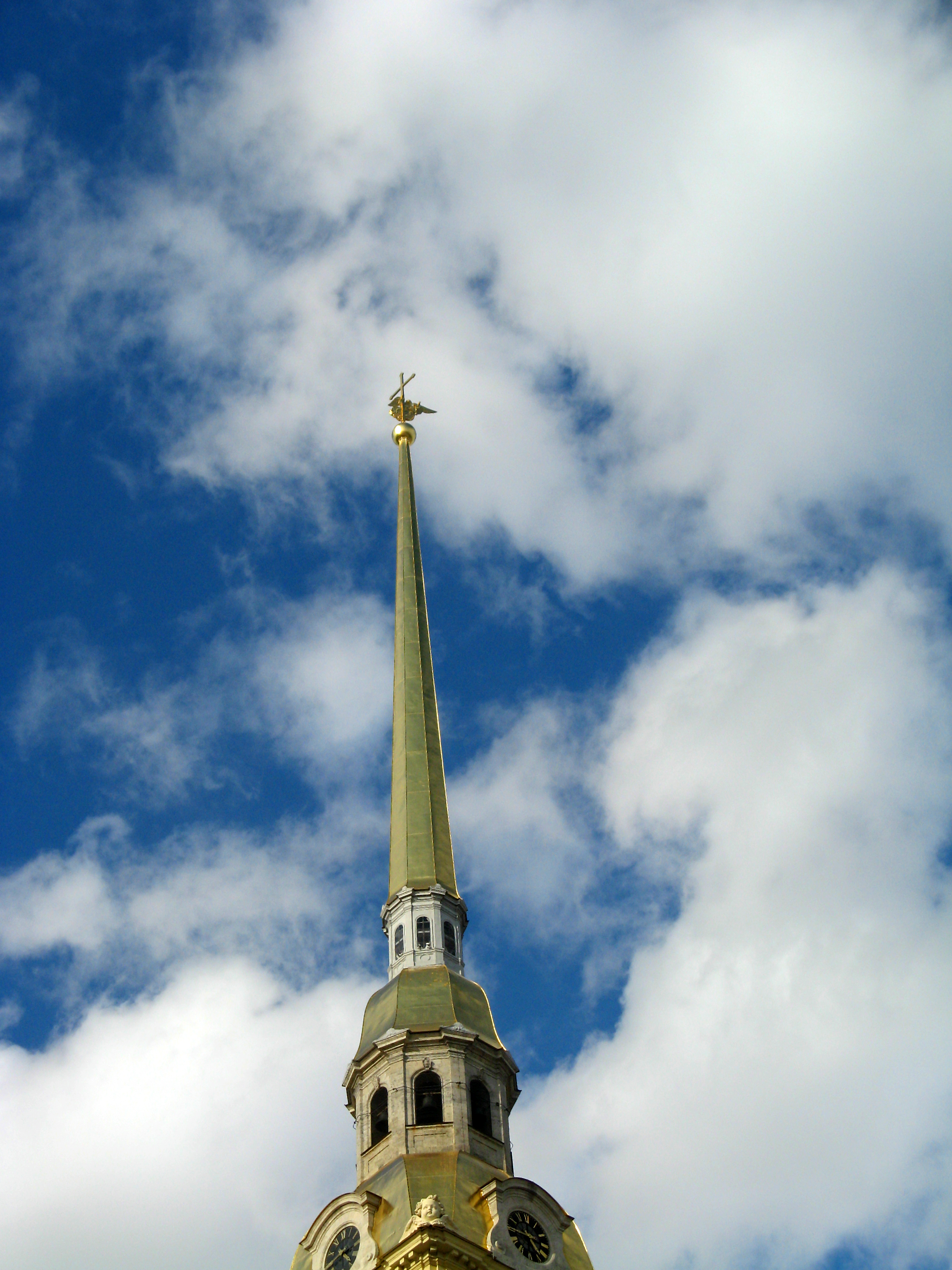
Шпиль Петропавлівського собору
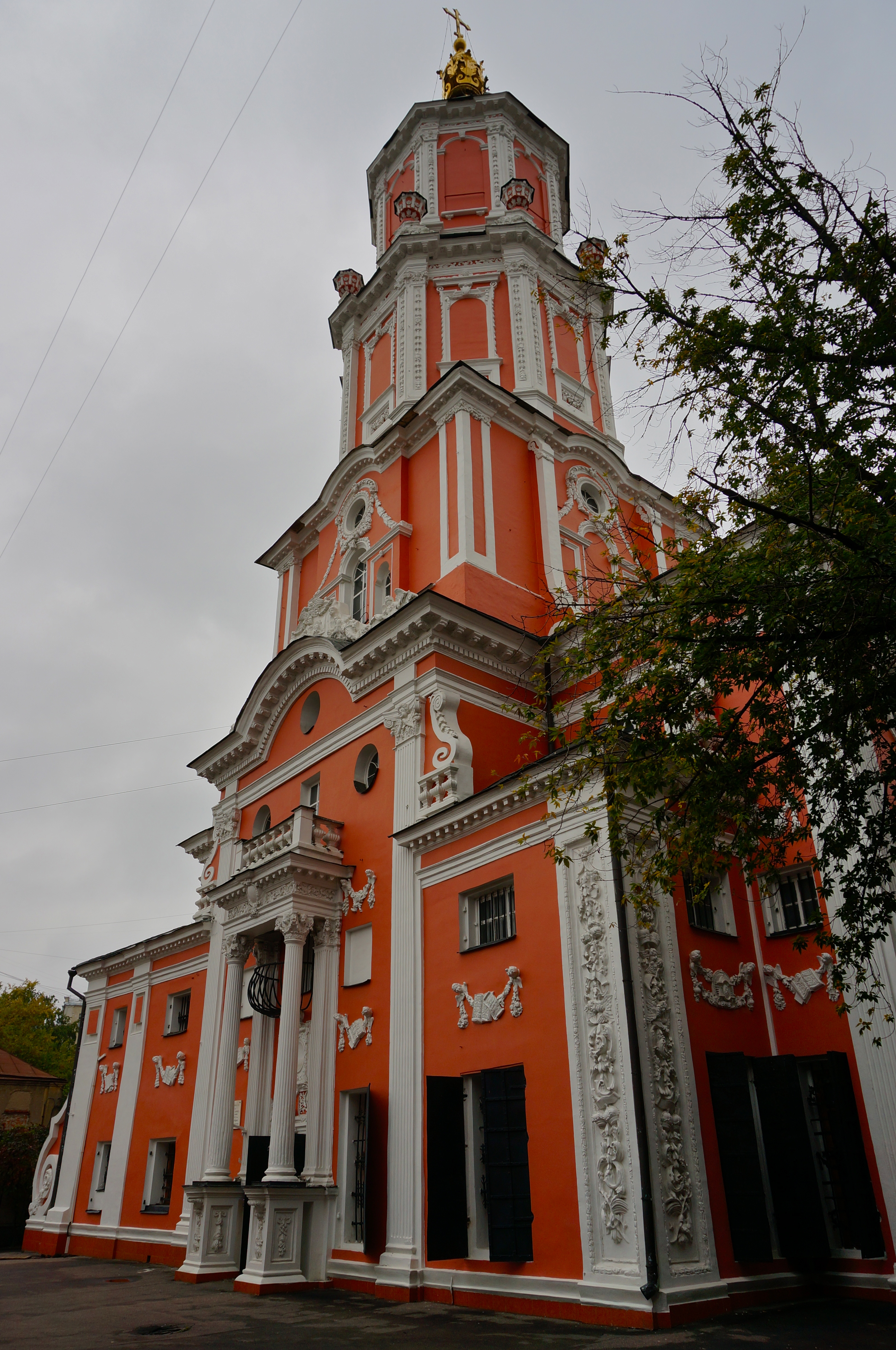
Меншикова вежа (після перебудов)
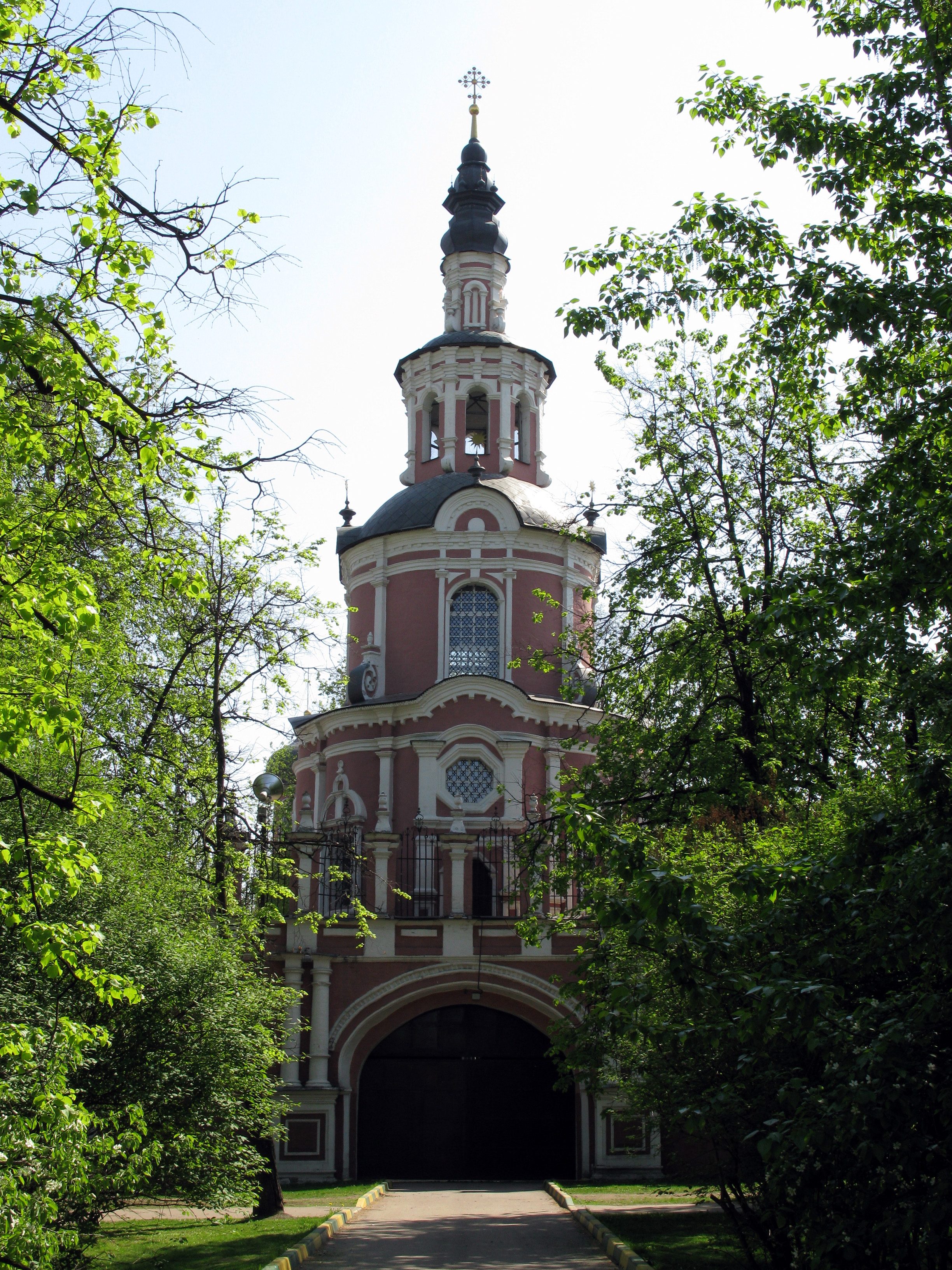
Церква Тихвінської ікони Божої Матері Донського монастиря, Росія
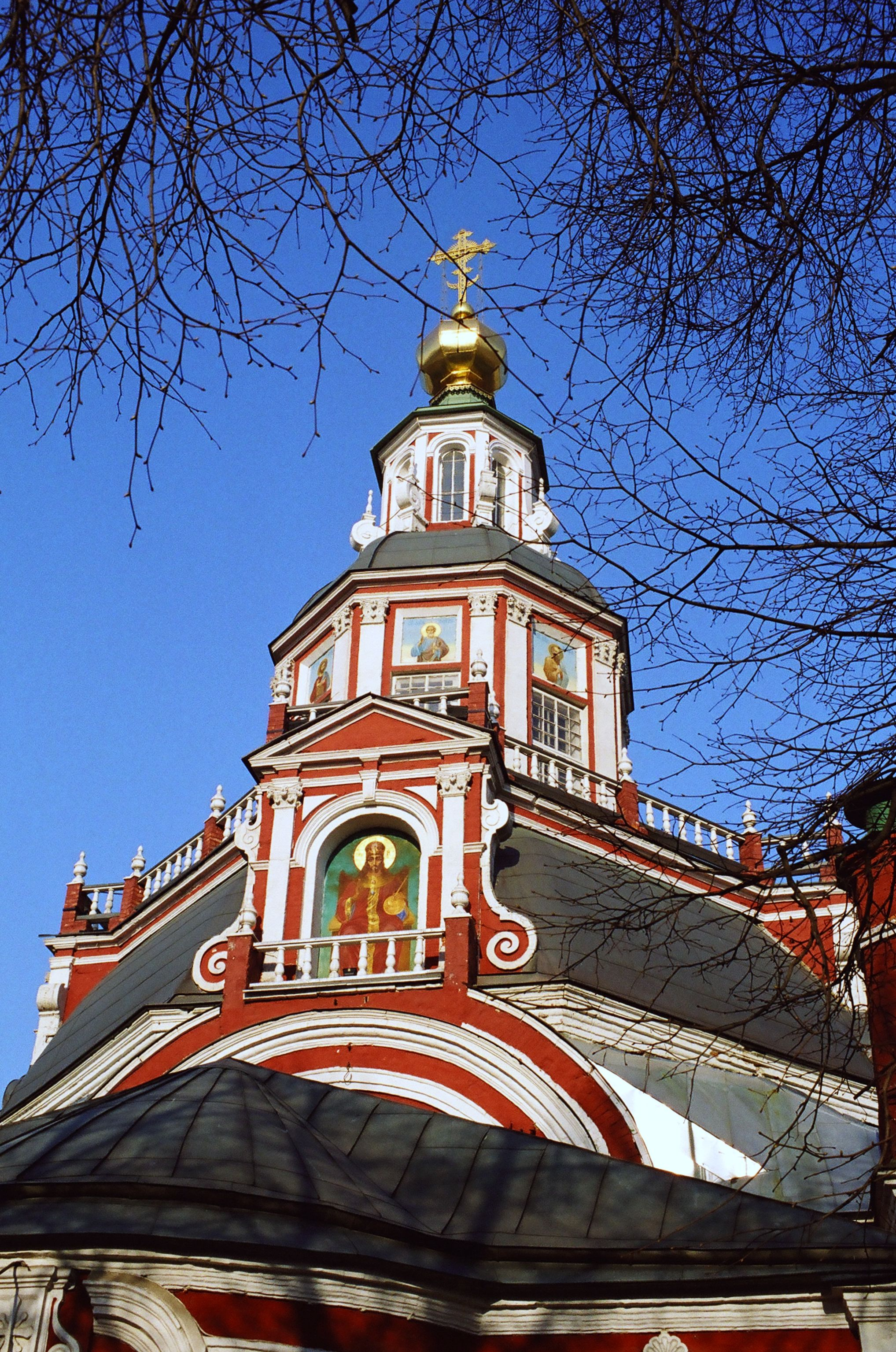
Церква Івана Воїна